# Маргарита Гонзага (герцогиня Феррары)
Маргари́та Ба́рбара Гонза́га (итал. Margherita Barbara Gonzaga; 27 мая 1564, Мантуя, Мантуанское герцогство — 6 января 1618, там же) — принцесса из дома Гонзага, дочь Гульельмо I, герцога Мантуи и Монферрато. Третья супруга герцога Альфонсо II, герцога Феррары, Модены и Реджо.

## Биография

### Ранние годы
Маргарита Барбара Гонзага родилась 27 мая 1564 года в Мантуе. Она была вторым ребёнком и первой дочерью Гульельмо I, герцога Мантуи и Монферрато, и Элеоноры Австрийской, эрцгерцогини из Имперской ветви дома Габсбургов. По линии отца принцесса приходилась внучкой Федерико II, герцогу Мантуи и Монферрато, и Маргарите Монферратской, принцессе из дома Палеологов. По линии матери была внучкой Фердинанда I, императора Священной Римской империи, и Анны Богемской, последней представительницы дома Ягеллонов, правившего королевствами Чехии и Венгрии.
При дворе в Мантуе Маргарита росла со старшим братом — наследным принцем Винченцо, будущим мантуанским и монферратским герцогом под именем Винченцо I, и младшей сестрой — принцессой Анной Катериной, в замужестве ставшей эрцгерцогиней Австрии и графиней Тироля. Маргарита испытывала глубокую привязанность к брату. У обоих был волевой характер и обострённое честолюбие. Воспитание принцессы включало строгое соблюдение всех религиозных практик. Она также изучала литературу и латинский язык; позднее Маргарита сама писала книги на этом языке. Под влиянием отца — меломана и композитора — принцесса обучилась игре на музыкальных инструментах, пению и танцам.

### Брак
Когда Маргарите исполнилось четырнадцать лет, отец решил выдать её замуж за сорока пятилетнего Альфонсо II, герцога Феррары, Модены и Реджо. Этим браком Гульельмо I рассчитывал восстановить политический союз между домами Гонзага и Эсте и создать коалицию совместно с Савойской династией и домом Фарнезе против дома Медичи, получившего от императора титул великих герцогов.
Альфонсо II был дважды вдовцом. Его первая и вторая супруги, Лукреция Тосканская и Барбара Австрийская, умерли, не родив ему наследника. Последняя по материнской линии приходилась тёткой Маргарите. В 1567 году в своём послании герцогу римский папа Пий V настоятельно рекомендовал ему оставить по себе законнорожденного наследника и предупредил, что в противном случае дом Эсте утратит герцогство Феррару. По этой причине Альфонсо II решился на третий брак.
24 февраля 1579 года в Мантуе стороны заключили брак по доверенности. 27 мая того же года, в сопровождении солидного кортежа во главе с наследным принцем Винченцо, Маргарита торжественно въехала в Феррару. Принцессу встретили придворные герцога с зажжёнными факелами и эмблемами с изображением пламени и девиза на латинском языке «Ardet aeternum» — «Да горит она вечно», подразумевавшим обещание герцога юной супруге любить её вечно.

### Герцогиня

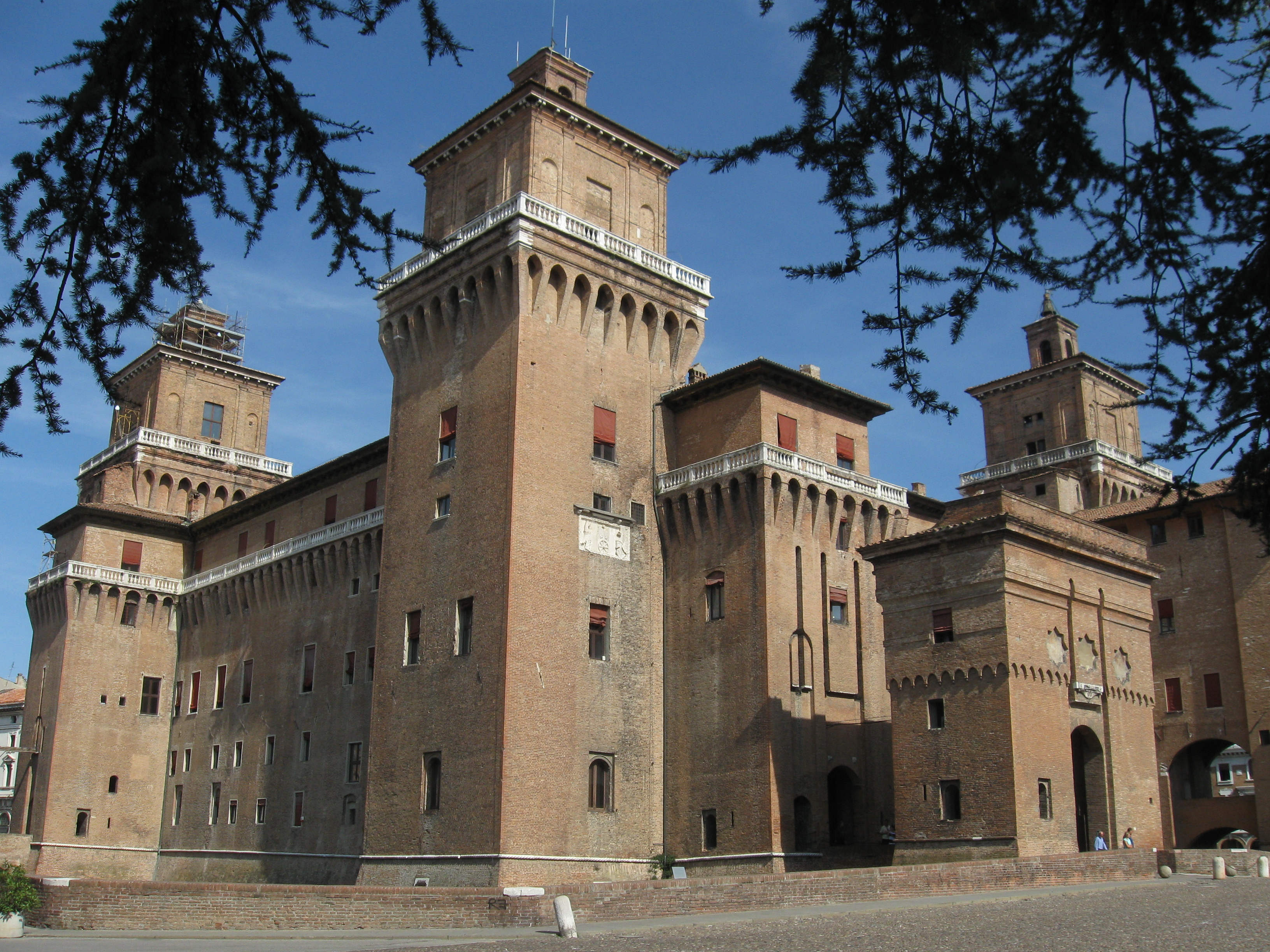
Герцогский замок, Феррара

При дворе в Ферраре Маргарита оказывала покровительство поэтам, живописцам и музыкантам. Герцогиня брала уроки музыки у придворного капельмейстера Ипполито Фьорини. Она реорганизовала «Дамский концерт» (итал. Concerto delle dame), который до неё представлял группу из поющих придворных аристократок; при ней к 1582 году группа любителей пения была преобразована в камерный ансамбль профессиональных певцов и исполнителей. В ансамбль входили три сопрано — Лаура Певерара, Ливия д’Арко и Анна Гварини, которые также играли на сделанных для них под заказ арфе, виоле и лютне соответственно, бас Джулио Чезаре Бранкаччо, которого сменил бас Мелькьорре Палонтротти, и игравшие на клавесине Луццаско Луццаски и на архилютне и пандоре Ипполито Фьорини.
В январе 1582 года герцогиня дала бал, на котором она танцевала с одиннадцатью другими женщинами, половина из которых была одета в мужскую одежду. Бал был дан дважды — с масками и без. Танцы сопровождало пение и музыкальное исполнение «Дамского концерта». Эту танцевальную группу, состоявшую только из женщин, Маргарита преобразовала в балетную труппу «Балет благородных женщин» (итал. Balletto delle donne); часть дам в этой труппе в танце исполняла роль мужчин. Они выступали не только на балах герцогини, но и на других мероприятиях, например, на свадьбе композитора Карло Джезуальдо и Элеоноры д’Эсте, кузины мужа Маргариты в 1594 году.
Среди поэтов при дворе Маргариты находились Тарквиния Мольца и Торквато Тассо, которые посвящали ей свои сочинения. Последний, помещённый в госпиталь Святой Анны из-за психического расстройства, смог вернуться в общество, благодаря покровительству брата герцогини. Маргарита принимала активное участие в досуге супруга. Вместе они путешествовали, охотились и рыбачили. Герцогиня также покровительствовала театру и содержала при дворе актёров. Особенной страстью Маргариты были собаки, которых она разводила в большом количестве. Повзрослев, герцогиня начала участвовать в делах милосердия. Так, ею был основан сиротский приют Святой Маргариты в Ферраре, для содержания которого в феррарском герцогстве ввели специальный налог на торговлю маслом.
Отсутствие наследников у Альфонсо II современники связывали с травмой, полученной им в детстве при падении с лошади. Герцог старался всеми силами избежать аннексии герцогства Феррары, бывшего леном Папского государства. Ради этого он даже участвовал в крестовом походе против Османской империи. Но после смерти Альфонсо II 27 октября 1597 года римский папа Климент VIII не признал наследником Чезаре д’Эсте, внебрачного сына герцога Альфонсо I. 28 января 1598 года герцогство Феррары вернулось в состав Папского государства и двор переехал в Модену. Тем не менее, большая часть герцогского дворца в Ферраре и прилегающего к нему сада осталась в собственности дома Эсте и перешла к вдовствующей герцогине.

### Вдовство и поздние годы

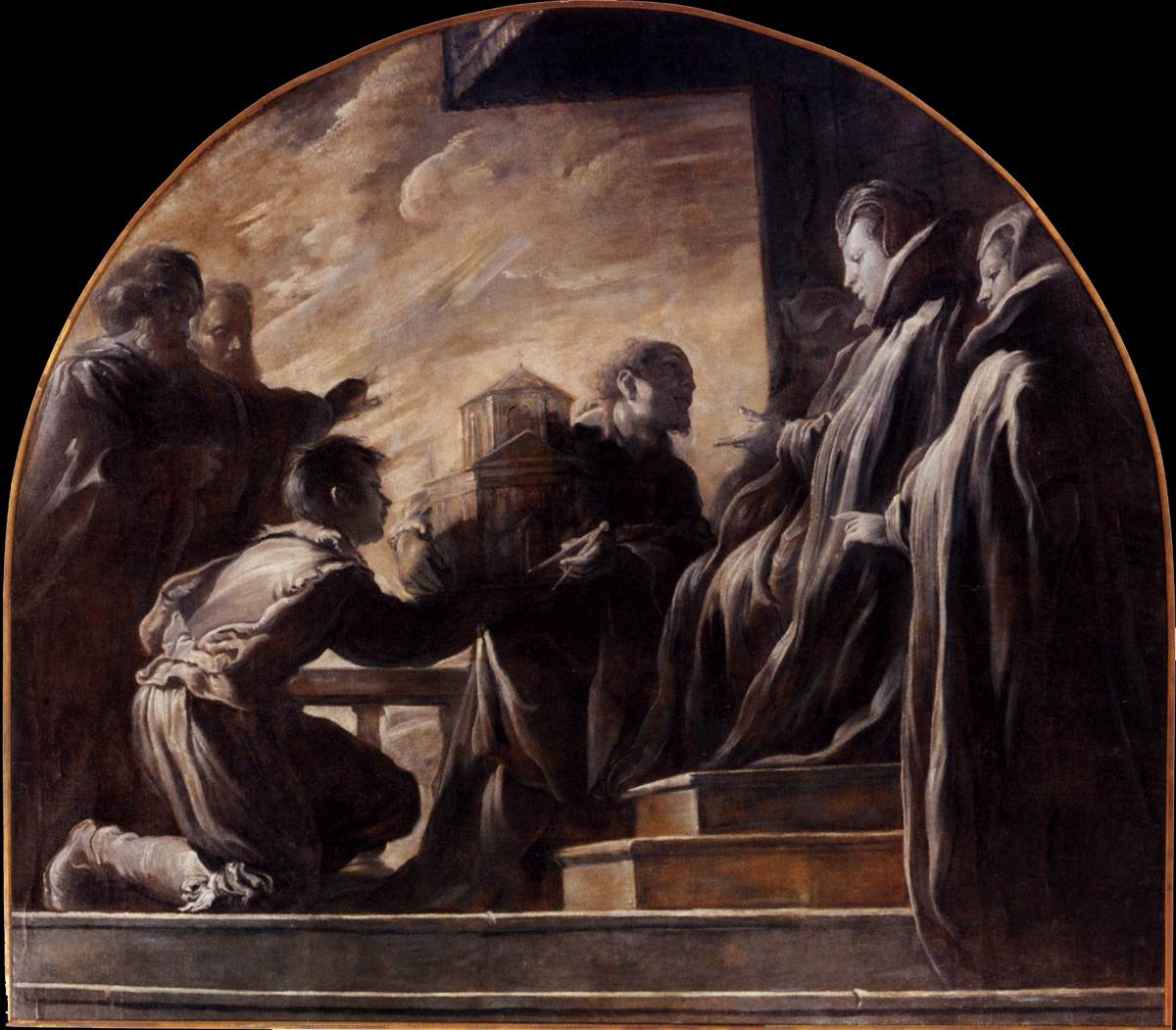
«Маргарита Гонзага получает модель церкви Святой Урсулы» (ок. 1615) кисти Фетти. Герцогский дворец, Мантуя

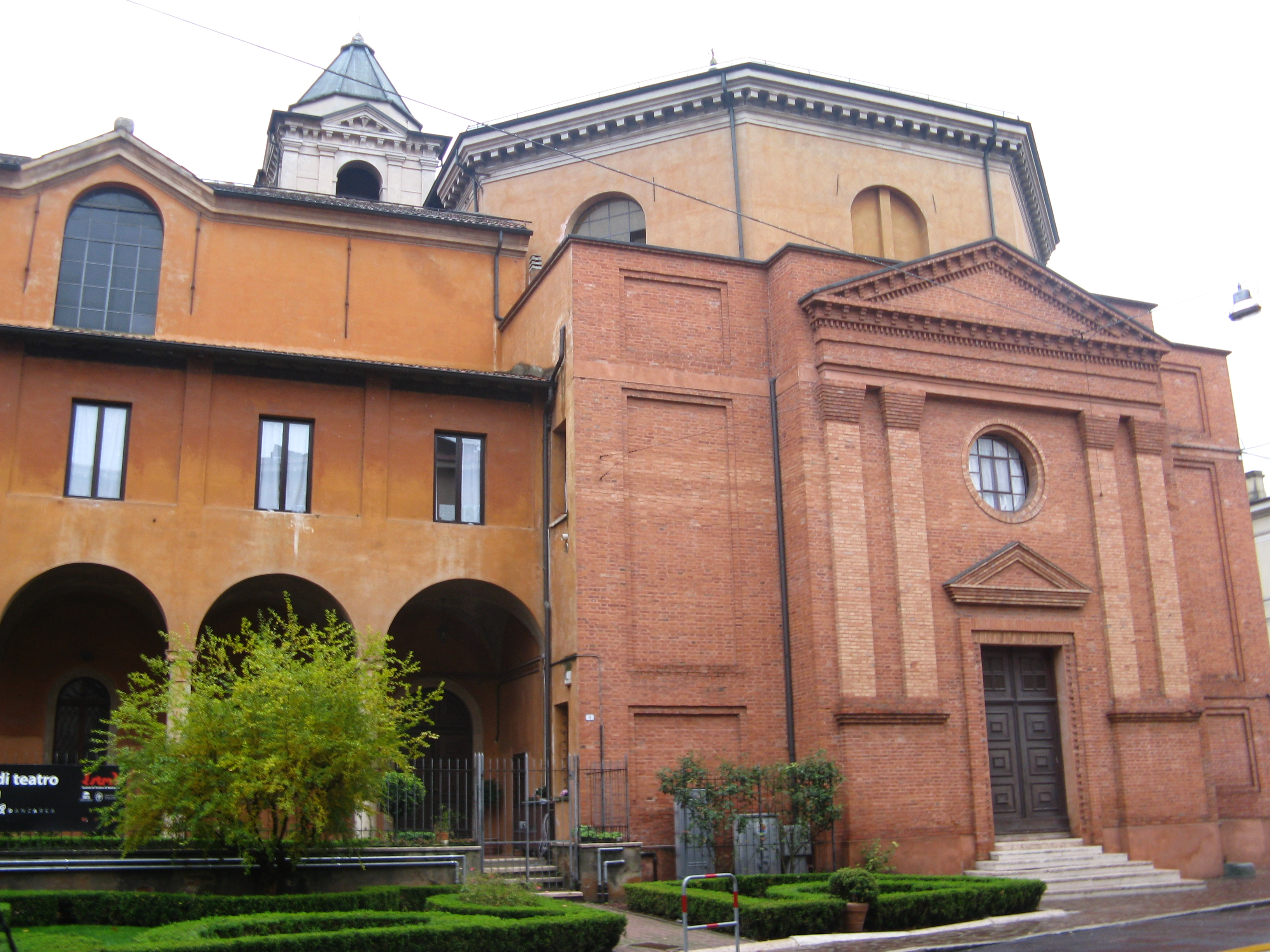
Церковь Святой Урсулы, Мантуя

Покойный муж Маргариты в завещании распорядился выплатить своей вдове двести тысяч дукатов единовременно и ежегодно платить ей по четыре тысячи дукатов. 20 декабря 1597 года вдовствующая герцогиня покинула Феррару и вернулась в Мантую. В пути её сопровождала свита, посланная братом, в то время уже бывшим герцогом Мантуи и Монферрато. При дворе Винченцо I она носила титул «Светлейшая госпожа Феррары». Здесь вдовствующая герцогиня нашла применение своим политическим талантам. Так, в июне 1601 года Винченцо I назначил сестру правительницей Монферрато, перед тем, как отправиться на войну с Османской империей в Венгрии. В это время, действуя от имени брата, она начала тайные переговоры о браке наследного принца Франческо и принцессы Маргариты, старшей дочери савойского герцога Карла Эммануила; брак был заключён в 1608 году. В конце 1601 года Маргарита вернулась в Мантую. С июня по октябрь 1602 года она снова исполняла обязанности правительницы Монферрато.
Маргарита продолжила заниматься благотворительностью. В 1599 году в предместье Борре ею был основан женский монастырь для терциарных францисканок. В 1602 году в Мантуе она помогла обосноваться театинцам. В 1603 году для терциарных францисканок в предместье Праделла Маргарита основала новый монастырь, назначив ему содержание в двадцать пять тысяч дукатов. Монастырский корпус с церковью Святой Урсулы был построен архитектором Антонио Мария Вьяни. 21 октября 1603 года вдовствующая герцогиня поселилась в этом монастыре, но без принесения монашеских обетов. Она основала здесь свой двор, параллельно двору брата в герцогском дворце. При ней монастырь Святой Урсулы стал местом, где получали хорошее образование принцессы из дома Гонзага и девочки из семей местных аристократов. Она также продолжила оказывать покровительство женщинам — деятелям искусства, среди которых была художница и монахиня Люкрина Фетти. Маргарита также собрала большую коллекцию живописи, в которую вошли произведения Антонио Мария Вьяни, Лодовико Карраччи, Франческо Пармиджанино, Франческо Франча, Доменико Фетти и многих других живописцев.
В последние годы жизни Маргарита больше времени посвящала молитве, продолжая следить за политической ситуацией в герцогстве. В декабре 1612 года, после смерти племянника, герцога Франческо IV, она де-факто правила мантуанским и монферратским герцогствами до прибытия из Рима племянника-кардинала Фердинандо Гонзага, который отказался от священного сана и стал герцогом под именем Фердинандо I. Новый герцог доверил Маргарите заботу о единственном ребёнке Франческо IV, принцессе Марии. Маргарита Барбара Гонзага умерла 8 января 1618 года в Мантуе и была похоронена в основанном ею монастыре Святой Урсулы. В память о герцогине была издана эпитафия со стихами поэтов, знавших её при жизни.